# VLA-1
VLA-1 (англ. Very Late Antigen-1; интегрин α1β1) — мембранный белок, гетеродимерный интегрин подсемейства β1-интегринов (рецепторы VLA), состоящий из альфа цепи α1 (CD49a) и бета цепи β1 (CD29). VLA-1 является рецептором коллагена.
Интегрины из группы бета-1 опосредуют связывание клетки с белками внеклеточного матрикса. Называются очень поздними антигенами (англ. Very Late Antigen), или VLA, т. к. были впервые описаны как антигены на поверхности T-лимфоцитов на поздней стадии клеточной активации. Однако, большинство VLA экспрессированы на многих типах клеток.

## Функции
VLA-1 входит в группу коллаген-связывающих интегринов вместе с α2β1, α10β1 и α11β1.
Интегрин экспрессирован на мезенхимальных и некоторых эпителиальных клетках, активированных Т-лимфоцитах, макрофагах. Взаимодействие с коллагеном обеспечивается I-доменом альфа-субъединицы. Играет роль в адгезии, миграции, пролиферации, перестройке внеклеточного матрикса, секреции цитокинов эндотелиальными и мазангиальными клетками, фибробластами и клетками иммунной системы. В свою очередь экспрессия VLA-1 увеличивается под действием воспалительных цитокинов интерферон-γ и ФНО.

## Ингибирование змеиными ядами
Пептидные компоненты яда змей семейства гадюковых дизинтегрины из групп KTS и RTS специфически связываются с α1β1 и блокируют взаимодействие интегрина с коллагеном, что может контролировать ангиогенез и неоваскуляризацию опухоли.